# Bracon (djur)
Bracon är ett släkte av steklar som beskrevs av Fabricius 1804. Släktet ingår i familjen bracksteklar.

## Arter
- Bracon abbreviator
- Bracon acrobasidis
- Bracon aculeator
- Bracon aculeatus
- Bracon admotus
- Bracon adoxophyesi
- Bracon aequalis
- Bracon aestivalis
- Bracon affirmator
- Bracon agathis
- Bracon ahngeri
- Bracon akmolensis
- Bracon albion
- Bracon albipennis
- Bracon albolineatus
- Bracon alguei
- Bracon alpataco
- Bracon alpicola
- Bracon alternans
- Bracon alticola
- Bracon alutaceus
- Bracon amaculatus
- Bracon amaniensis
- Bracon americanus
- Bracon analcidis
- Bracon andriescui
- Bracon angelesius
- Bracon angularis
- Bracon angustiventris
- Bracon angustus
- Bracon antennalis
- Bracon anticedilatatus
- Bracon apicatus
- Bracon apicipennis
- Bracon apoderi
- Bracon approximator
- Bracon apricus
- Bracon arcuatus
- Bracon argutator
- Bracon aricensis
- Bracon armeniacus
- Bracon asiaticus
- Bracon aspasia
- Bracon asper
- Bracon asphondyliae
- Bracon ater
- Bracon atrator
- Bracon atricollis
- Bracon atrolugens
- Bracon atrorufus
- Bracon auratus
- Bracon aureomaculatus
- Bracon australasicus
- Bracon australiensis
- Bracon badachshanicus
- Bracon baicalensis
- Bracon bakeri
- Bracon balteatus
- Bracon baridii
- Bracon baseflavus
- Bracon basinigratus
- Bracon basirugosus
- Bracon batis
- Bracon beijingensis
- Bracon bellicolor
- Bracon bellicosus
- Bracon belokobylskiji
- Bracon bembeciae
- Bracon biareolatus
- Bracon bicellularis
- Bracon bicolorator
- Bracon bifasciatus
- Bracon bifoveolatus
- Bracon bifurcatus
- Bracon biimpressus
- Bracon bilecikator
- Bracon bilgini
- Bracon bilineatus
- Bracon bimaculatus
- Bracon bipustulatus
- Bracon biroicus
- Bracon bisulcis
- Bracon bivittatus
- Bracon blandicus
- Bracon boliviensis
- Bracon brachycerus
- Bracon brachypterus
- Bracon brachyurus
- Bracon braconiformis
- Bracon braconius
- Bracon brasiliensis
- Bracon breviareolatus
- Bracon brevicalcaratus
- Bracon brevifemur
- Bracon brevis
- Bracon brevitemporis
- Bracon breviusculus
- Bracon bruchivorus
- Bracon brullei
- Bracon brunescens
- Bracon brunniantennatus
- Bracon bugabensis
- Bracon buprestivorus
- Bracon buquetii
- Bracon byurakanicus
- Bracon cajani
- Bracon cakili
- Bracon cameronii
- Bracon campyloneurus
- Bracon canadensis
- Bracon capeki
- Bracon capillicaudis
- Bracon capitalis
- Bracon caroli
- Bracon carpaticus
- Bracon carpomyiae
- Bracon castaneicornis
- Bracon castaneus
- Bracon caudatus
- Bracon caudiger
- Bracon caulicola
- Bracon cavifrons
- Bracon cecidobius
- Bracon cecidophilus
- Bracon celer
- Bracon centralis
- Bracon cephi
- Bracon cerambycidiphagus
- Bracon ceres
- Bracon chagrinicus
- Bracon chasanicus
- Bracon chelonoides
- Bracon chilensis
- Bracon chiloecus
- Bracon chinandegaensis
- Bracon chivensis
- Bracon chontalensis
- Bracon chorolicus
- Bracon chrysostigma
- Bracon cieslikii
- Bracon cincticornis
- Bracon cinctus
- Bracon cingillus
- Bracon cingulator
- Bracon cingulum
- Bracon circumtinctus
- Bracon ciscaucasicus
- Bracon cisellatus
- Bracon clanes
- Bracon claripennis
- Bracon clathratus
- Bracon cockerelli
- Bracon colpophorus
- Bracon communis
- Bracon comparatus
- Bracon compressitarsis
- Bracon compunctor
- Bracon concavus
- Bracon concolorans
- Bracon confusus
- Bracon coniferarum
- Bracon conjugellae
- Bracon connecticutorum
- Bracon consonus
- Bracon cookii
- Bracon coriaceothoracicus
- Bracon coriaceus
- Bracon corroboratus
- Bracon corruptor
- Bracon costae
- Bracon crassiceps
- Bracon crassicornis
- Bracon crassungula
- Bracon crenatostriatus
- Bracon crenulatosinuatus
- Bracon crudelis
- Bracon cryptorhynchi
- Bracon culpator
- Bracon curticaudis
- Bracon curticornis
- Bracon curtus
- Bracon curvisulcatus
- Bracon cuscutae
- Bracon cuyanus
- Bracon cylasovorus
- Bracon daphnephilae
- Bracon debitor
- Bracon decaryi
- Bracon defensor
- Bracon delibator
- Bracon delusor
- Bracon delusorius
- Bracon democraticus
- Bracon densipilosus
- Bracon depressiusculus
- Bracon dichromus
- Bracon difficilis
- Bracon diffusiventris
- Bracon dilatus
- Bracon dimidiatus
- Bracon discoideus
- Bracon disparilis
- Bracon dissolutus
- Bracon distinctisulcatus
- Bracon distinguendus
- Bracon diversicephalus
- Bracon docilis
- Bracon dolichurus
- Bracon dorsalis
- Bracon dorycles
- Bracon dubius
- Bracon ductor
- Bracon duomaculatus
- Bracon ecrocafus
- Bracon elector
- Bracon elegantissimus
- Bracon elongatus
- Bracon emarginatus
- Bracon enarmoniae
- Bracon epitriptus
- Bracon ericeti
- Bracon erraticus
- Bracon erythraeus
- Bracon erythromelas
- Bracon erythrostoma
- Bracon erythrothorax
- Bracon erzurumiensis
- Bracon esenbeckii
- Bracon etnaellus
- Bracon eucalypti
- Bracon eupatorii
- Bracon evolans
- Bracon excavatus
- Bracon excelsus
- Bracon excisor
- Bracon exclamationis
- Bracon exhilarator
- Bracon exiguus
- Bracon exsculptor
- Bracon exspectator
- Bracon extasus
- Bracon fabricii
- Bracon facialis
- Bracon fadiche
- Bracon fallax
- Bracon fasciatorior
- Bracon femoralis
- Bracon femorator
- Bracon femoratus
- Bracon fergusoninus
- Bracon filator
- Bracon filicornis
- Bracon filizae
- Bracon flagellaris
- Bracon flavifrons
- Bracon flavinus
- Bracon flavipalpis
- Bracon flavipalpisimus
- Bracon flavipes
- Bracon flavomaculatus
- Bracon fletcheri
- Bracon flevo
- Bracon forreri
- Bracon fortipes
- Bracon foxii
- Bracon frater
- Bracon frontalis
- Bracon frutus
- Bracon fukushimai
- Bracon fulvipes
- Bracon fumarius
- Bracon fumatus
- Bracon fumigidus
- Bracon furtivus
- Bracon fuscicoxis
- Bracon fuscinervis
- Bracon fuscipennis
- Bracon fuscipes
- Bracon fuscitarsis
- Bracon fuscoflavus
- Bracon gastroideae
- Bracon gelechidiphagus
- Bracon gemmaecola
- Bracon genalis
- Bracon geraei
- Bracon ghesquierei
- Bracon gilvellus
- Bracon gilvus
- Bracon glabrescens
- Bracon glaphyrus
- Bracon globiceps
- Bracon gossypii
- Bracon gracilis
- Bracon grandiceps
- Bracon greeni
- Bracon griseopubescens
- Bracon guineensis
- Bracon gusaricus
- Bracon guttator
- Bracon guttiger
- Bracon guyanensis
- Bracon haemobaphes
- Bracon hancocki
- Bracon hartmeyeri
- Bracon hebes
- Bracon hector
- Bracon helianthi
- Bracon helleni
- Bracon hellulae
- Bracon hemiflavus
- Bracon hemimenae
- Bracon hemistigma
- Bracon heterodoxus
- Bracon hieroglyphicus
- Bracon hilarellus
- Bracon histeromeroides
- Bracon hobomok
- Bracon honshui
- Bracon howardi
- Bracon humidus
- Bracon hungaricus
- Bracon hyalinipennis
- Bracon hylobii
- Bracon hyslopi
- Bracon ichneumoniformis
- Bracon idrianus
- Bracon illyricus
- Bracon imbricatellus
- Bracon imbricatus
- Bracon immaculipennis
- Bracon immutator
- Bracon impunctatus
- Bracon incarnatus
- Bracon incertus
- Bracon incitus
- Bracon incompletus
- Bracon inculeatus
- Bracon induratus
- Bracon infernalis
- Bracon infuscatipennis
- Bracon ingratus
- Bracon ingratutulus
- Bracon inquilinator
- Bracon inquisitor
- Bracon instabilis
- Bracon intercessor
- Bracon interruptus
- Bracon intricatus
- Bracon iridipennis
- Bracon irkutensis
- Bracon ischiomelas
- Bracon isiklericus
- Bracon iskilipus
- Bracon isomera
- Bracon itinerator
- Bracon jacobsoni
- Bracon jakuticus
- Bracon jani
- Bracon japellus
- Bracon jaroshevskyi
- Bracon jaroslavensis
- Bracon javanicus
- Bracon jonesi
- Bracon juncicola
- Bracon karakumicus
- Bracon kasachstanicus
- Bracon kaszabi
- Bracon kirgisorum
- Bracon kirkpatricki
- Bracon konkapoti
- Bracon kopelkei
- Bracon koreanus
- Bracon kozak
- Bracon kozlovi
- Bracon kunashiricus
- Bracon kuro
- Bracon kuslitzkyi
- Bracon labrator
- Bracon laemosacci
- Bracon laetus
- Bracon lagosianus
- Bracon laminarum
- Bracon laminator
- Bracon laminifer
- Bracon larvicida
- Bracon laspeyresiae
- Bracon lateralis
- Bracon latetriangulatus
- Bracon laticarinatus
- Bracon latifasciatus
- Bracon latiusculus
- Bracon lebasii
- Bracon leefmansi
- Bracon lefroyi
- Bracon leichhardti
- Bracon leionotus
- Bracon leleji
- Bracon lembaensis
- Bracon lendicivorus
- Bracon leprieurii
- Bracon leptus
- Bracon leucostigmus
- Bracon levicorpus
- Bracon levigatissimus
- Bracon levigatus
- Bracon levisulcatus
- Bracon lineatus
- Bracon lissaspis
- Bracon lissogaster
- Bracon lissosomus
- Bracon littoralis
- Bracon lividus
- Bracon lizerianum
- Bracon longiantennatus
- Bracon longicanaliculatus
- Bracon longicaudaturus
- Bracon longicollis
- Bracon longigenis
- Bracon longirostris
- Bracon longithorax
- Bracon longulus
- Bracon lucidator
- Bracon lucileae
- Bracon lulensis
- Bracon luteator
- Bracon luteiceps
- Bracon luteocastaneus
- Bracon luteomarginatus
- Bracon lutus
- Bracon lycii
- Bracon lyciicola
- Bracon macrostigma
- Bracon maculator
- Bracon maculiceps
- Bracon maculiger
- Bracon maculiventris
- Bracon madagascariensis
- Bracon maidli
- Bracon major
- Bracon makarkini
- Bracon managuae
- Bracon marasmiae
- Bracon marcapatensis
- Bracon marginellus
- Bracon mariae
- Bracon maroccanus
- Bracon marshalli
- Bracon mediator
- Bracon mediatus
- Bracon medioimpressus
- Bracon medioscutellatus
- Bracon mediostriatus
- Bracon megapalpus
- Bracon megapterus
- Bracon melanaspis
- Bracon melanocheirus
- Bracon melanoderes
- Bracon melanopus
- Bracon melanostoma
- Bracon melanothrix
- Bracon melleus
- Bracon mellitor
- Bracon mendocinus
- Bracon mercator
- Bracon meromyzae
- Bracon merseli
- Bracon mesasiaticus
- Bracon mesocentrus
- Bracon metacomet
- Bracon meyeri
- Bracon minutator
- Bracon minutus
- Bracon miroides
- Bracon mirus
- Bracon misha
- Bracon moczari
- Bracon momphae
- Bracon mongolicus
- Bracon monitor
- Bracon montesi
- Bracon montowesei
- Bracon morrisoni
- Bracon mosoensis
- Bracon murgabensis
- Bracon musicalis
- Bracon nanus
- Bracon necator
- Bracon negativus
- Bracon nevadensis
- Bracon nicaraguaensis
- Bracon nicaraguensis
- Bracon nigratus
- Bracon nigricaudus
- Bracon nigricollis
- Bracon nigricornis
- Bracon nigridorsis
- Bracon nigridorsum
- Bracon nigrimanus
- Bracon nigripes
- Bracon nigripilosus
- Bracon nigritarsis
- Bracon nigriventris
- Bracon nigrodiscalis
- Bracon nigrolineatus
- Bracon nigronotatus
- Bracon nigropectus
- Bracon nigropterus
- Bracon nigrorufum
- Bracon nigrosignatus
- Bracon nigrovarius
- Bracon nitidifrons
- Bracon nitidisoma
- Bracon nitidulus
- Bracon nocturnus
- Bracon nodulosus
- Bracon nomas
- Bracon novus
- Bracon nundina
- Bracon nuperus
- Bracon obliquestriolatus
- Bracon obscurator
- Bracon obscuricornis
- Bracon occidindiaensis
- Bracon occipitalis
- Bracon ochraceus
- Bracon ochropus
- Bracon oenotherae
- Bracon olesterus
- Bracon omiodivorus
- Bracon onukii
- Bracon opacus
- Bracon ophtalmicus
- Bracon orbus
- Bracon ornaticornis
- Bracon ornatulus
- Bracon osculator
- Bracon otiosus
- Bracon ovativentris
- Bracon pachyceri
- Bracon pachymerus
- Bracon pallens
- Bracon pallicarpus
- Bracon pallidator
- Bracon pallidenotatus
- Bracon pallidoluteus
- Bracon pallidus
- Bracon palliventris
- Bracon palpebrator
- Bracon papaipemae
- Bracon pappi
- Bracon parabrazilensis
- Bracon paraensis
- Bracon partizan
- Bracon parvicornis
- Bracon parviradialis
- Bracon parvulus
- Bracon parvus
- Bracon pascuensis
- Bracon patens
- Bracon paucus
- Bracon pauloensis
- Bracon pauris
- Bracon pectinator
- Bracon pectoralis
- Bracon pelliger
- Bracon pellucidus
- Bracon peroculatus
- Bracon perparvus
- Bracon persimiloides
- Bracon pertinax
- Bracon peruvianus
- Bracon phylacteophagus
- Bracon phyllocnistidis
- Bracon phytophagus
- Bracon piceiceps
- Bracon picticornis
- Bracon piger
- Bracon pigeroides
- Bracon pilitarsis
- Bracon pilosipes
- Bracon pilosithorax
- Bracon pineti
- Bracon pinguis
- Bracon pini
- Bracon pityophthori
- Bracon planinotus
- Bracon planiventris
- Bracon platygaster
- Bracon platyurus
- Bracon pliginskii
- Bracon plugarui
- Bracon podunkorum
- Bracon polaris
- Bracon polybothrys
- Bracon pongamiaensis
- Bracon popovi
- Bracon posticus
- Bracon postposticus
- Bracon praeceptor
- Bracon praecox
- Bracon praeteritus
- Bracon praetermissus
- Bracon procerus
- Bracon propinquus
- Bracon propodealis
- Bracon prosopidis
- Bracon pseudobracon
- Bracon psilocorsi
- Bracon psyllivorus
- Bracon pulchellus
- Bracon pulcher
- Bracon punctatus
- Bracon punctifer
- Bracon punctithorax
- Bracon punctulator
- Bracon punicus
- Bracon punjabensis
- Bracon pusillimus
- Bracon pygmaeus
- Bracon pyralidiphagus
- Bracon quadratinotatus
- Bracon quadrilineatus
- Bracon quadrimaculatus
- Bracon quadripunctatus
- Bracon quadrisulcatus
- Bracon quebecensis
- Bracon querceus
- Bracon quettaensis
- Bracon quinnipiacorum
- Bracon quinqueareolatus
- Bracon quintilis
- Bracon radiatus
- Bracon radicis
- Bracon ramosus
- Bracon ratzeburgii
- Bracon recessus
- Bracon rejectus
- Bracon relec
- Bracon repetekiensis
- Bracon reseri
- Bracon rhyacioniae
- Bracon rhyssaliformis
- Bracon rhyssomati
- Bracon richei
- Bracon ricinicola
- Bracon rimulator
- Bracon risbeci
- Bracon roberti
- Bracon robustus
- Bracon romani
- Bracon rosaceani
- Bracon rosmectus
- Bracon rostrator
- Bracon rostratus
- Bracon rotundigaster
- Bracon rozneri
- Bracon rubricator
- Bracon rudbeckiae
- Bracon ruficoxis
- Bracon rufipedalis
- Bracon rufiventris
- Bracon rufomarginatus
- Bracon rufoscutellaris
- Bracon rugulifer
- Bracon rurrenus
- Bracon sabulosus
- Bracon saltator
- Bracon sambasensis
- Bracon sanctivincenti
- Bracon sanninoideae
- Bracon santaecrucis
- Bracon saueri
- Bracon saussurei
- Bracon scabriusculus
- Bracon scanticorum
- Bracon scapus
- Bracon scaricatus
- Bracon schmidti
- Bracon schmiedeknechti
- Bracon sculptilis
- Bracon sculptithorax
- Bracon scutellaris
- Bracon scythus
- Bracon sectator
- Bracon sedulus
- Bracon semialbus
- Bracon semialutaceus
- Bracon semifasciatus
- Bracon semiflavus
- Bracon semifusus
- Bracon semihyalinus
- Bracon seminiger
- Bracon semiobscuratus
- Bracon semiobscurus
- Bracon semipunctatus
- Bracon semiruber
- Bracon semitergalis
- Bracon serenatus
- Bracon sergeji
- Bracon sericeus
- Bracon sesamiae
- Bracon sesiae
- Bracon sexmaculatus
- Bracon sextuberculatus
- Bracon shestakoviellus
- Bracon sigitaliensis
- Bracon signum
- Bracon similatorius
- Bracon simulator
- Bracon singaporensis
- Bracon sinuatissimus
- Bracon sinuatus
- Bracon smithii
- Bracon solani
- Bracon spasskensis
- Bracon spectabilis
- Bracon speculator
- Bracon speerschneideri
- Bracon sphaerocephalus
- Bracon sphenophori
- Bracon spinolae
- Bracon stabilis
- Bracon stellenboschensis
- Bracon stenostigma
- Bracon steppecola
- Bracon stepposus
- Bracon strandi
- Bracon striatulus
- Bracon strigiventris
- Bracon suaedicola
- Bracon suavis
- Bracon subacaudatus
- Bracon subannulicornis
- Bracon subareatus
- Bracon subcingillus
- Bracon subcornutus
- Bracon subcylindricus
- Bracon subdepressus
- Bracon subellipticus
- Bracon subfacialis
- Bracon subfasciatellus
- Bracon subfasciatus
- Bracon subhylobii
- Bracon sublongicollis
- Bracon subnodosus
- Bracon subrugosus
- Bracon subsinuatus
- Bracon subsulcatus
- Bracon suchorukovi
- Bracon sulciferus
- Bracon sulcifrons
- Bracon sulcifronsior
- Bracon sumatranus
- Bracon surinamensis
- Bracon surucicus
- Bracon swezeyi
- Bracon tachypteri
- Bracon talyshicus
- Bracon tamabae
- Bracon tamaricis
- Bracon teius
- Bracon tekkensis
- Bracon tenuiceps
- Bracon tenuicornis
- Bracon tenuis
- Bracon tenuistriatus
- Bracon terastiae
- Bracon terebella
- Bracon terebralis
- Bracon tergalis
- Bracon ternatensis
- Bracon terryi
- Bracon testaceorufatus
- Bracon testaceus
- Bracon thalpocharis
- Bracon thurberiphagae
- Bracon thuringiacus
- Bracon titubans
- Bracon tobiasi
- Bracon tongkingensis
- Bracon tornator
- Bracon tortricicola
- Bracon transbaicalicus
- Bracon transiens
- Bracon transitorius
- Bracon triangularis
- Bracon triangulum
- Bracon tricoloratus
- Bracon tricolorinus
- Bracon trigonalis
- Bracon trilateris
- Bracon trinotatus
- Bracon tristis
- Bracon tropicus
- Bracon trucidator
- Bracon trypaeniphaga
- Bracon trypanophorus
- Bracon tschitscherini
- Bracon tshutshur
- Bracon tsukubai
- Bracon tundracola
- Bracon turneri
- Bracon tutus
- Bracon twaitsii
- Bracon tychii
- Bracon uelleburgensis
- Bracon uichancoi
- Bracon uncas
- Bracon unicinctus
- Bracon unimaculatus
- Bracon unipunctatus
- Bracon urinator
- Bracon ussuricus
- Bracon variabilis
- Bracon variator
- Bracon variegator
- Bracon vasseuri
- Bracon waterloti
- Bracon vau
- Bracon wawequa
- Bracon venustus
- Bracon verus
- Bracon wesmaelii
- Bracon vestiticida
- Bracon viator
- Bracon vicinus
- Bracon viduus
- Bracon virgatus
- Bracon vitripennis
- Bracon wolschrijni
- Bracon vulgaris
- Bracon vulpes
- Bracon xanthocephalus
- Bracon xanthocornis
- Bracon xanthogaster
- Bracon xanthomelas
- Bracon xyletini
- Bracon yakui
- Bracon yasudai
- Bracon yerburyi
- Bracon zimini
- Bracon zonites
- Bracon zonulatus
- Bracon zuluorum